# Citromsárga csészegombácska
A citromsárga csészegombácska (Bisporella citrina) a Helotiaceae családba tartozó, kozmopolita elterjedésű, lombos fák elhalt, korhadó törzsén, ágain élő, nem ehető gombafaj. 

## Megjelenése
A citromsárga csészegombácska termőteste 1-3 mm széles, kb. 1 mm magas, korong alakú. Színe citromsárga, kénsárga vagy élénksárga, a széle kissé halványabb lehet. Alul kissé világosabb, előfordulhatnak fehéres példányok is. Felszíne sima, lapos vagy kissé homorú. A termőréteg a felső felszínén található. 
Tönkrésze nagyon rövid vagy nincs, lefelé vékonyodó. 
Húsa zselészerű, fehéres vagy halványsárga. Íze és szaga nem jellegzetes.
Az aszkospórák fehérek, elliptikusak, simák, mindkét végükön egy-egy olajcseppel; méretük 9-14 x 3-5 µm. Teljesen éretten egy keresztfal (szeptum) fejlődik benne.  Az aszkuszok mérete 100-135 x 7-10 µm. 

### Hasonló fajok
Sok hasonló, apró, sárga, korong vagy csésze alakú gombafaj létezik, többek között a narancsszínű gömbös-csészegomba, a sárga enyvescsészegomba vagy az aranysárga koronggombácska hasonlíthat hozzá.

## Elterjedése és termőhelye
Az Antarktisz kivételével valamennyi kontinensen előfordul.  
Lombos fák (tölgy, bükk, mogyoró stb.) elhalt, korhadó törzsén, ágain él, azok anyagát bontja. Többnyire tömegesen jelenik meg. Nyár végétől a tél beálltáig látható.

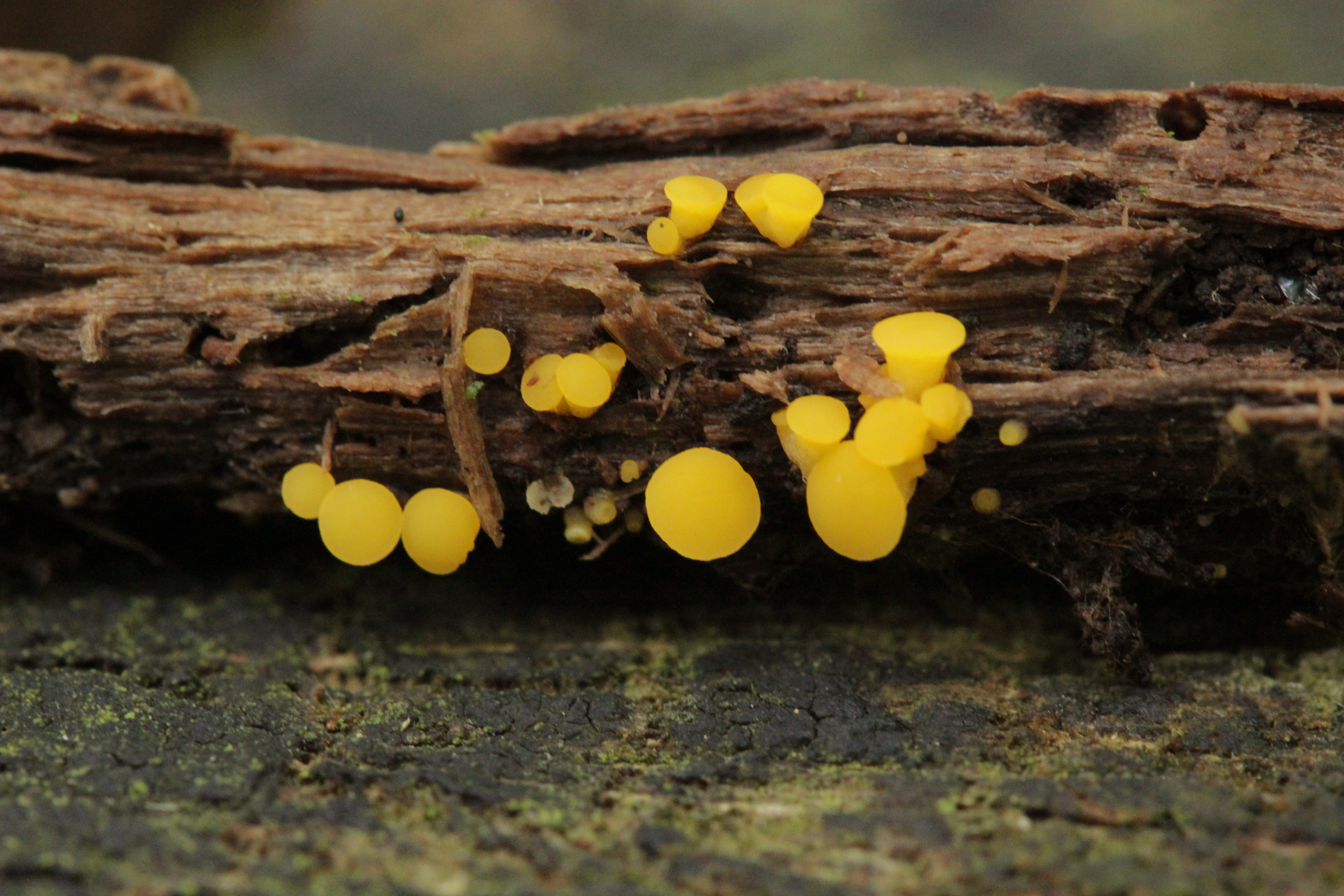
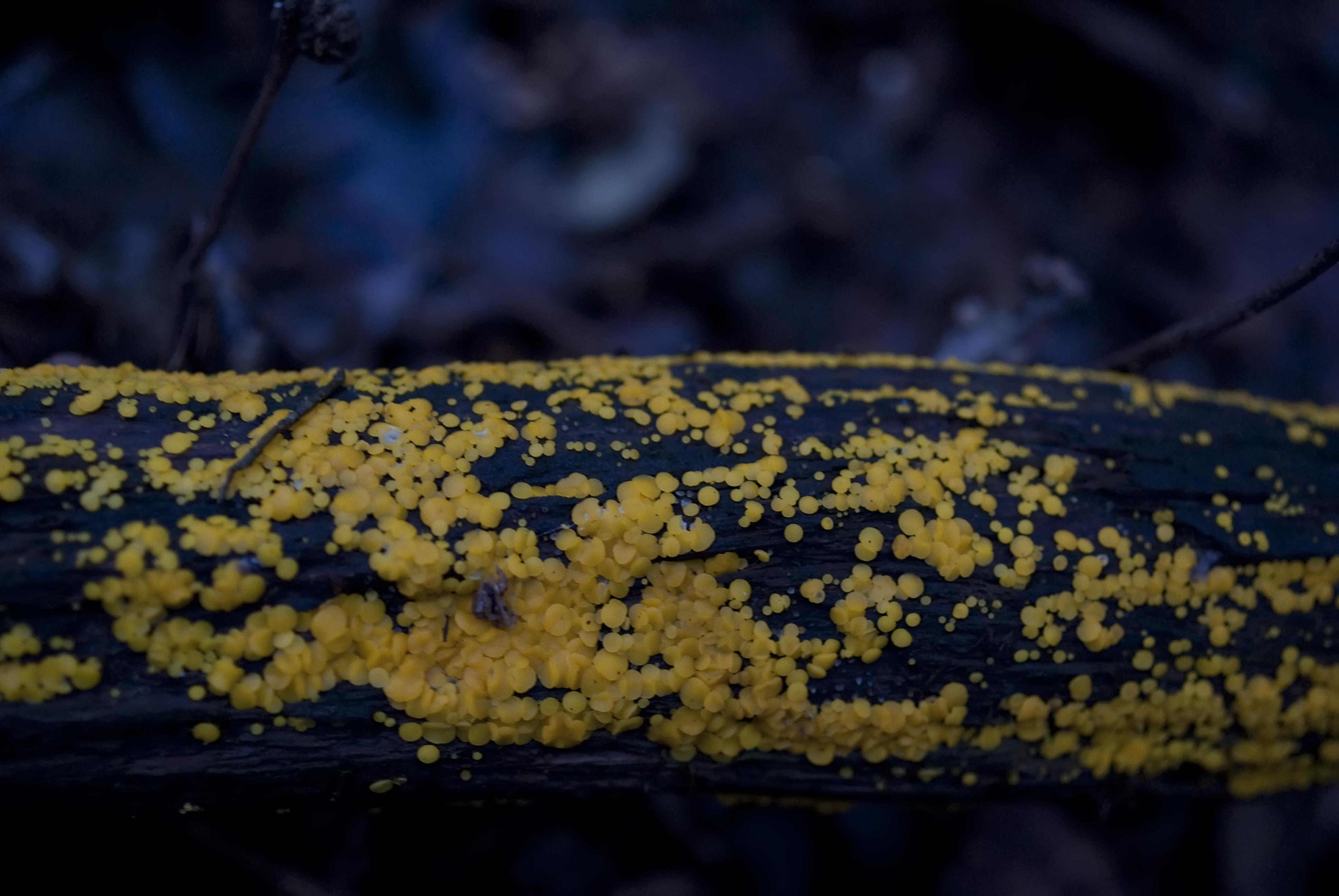
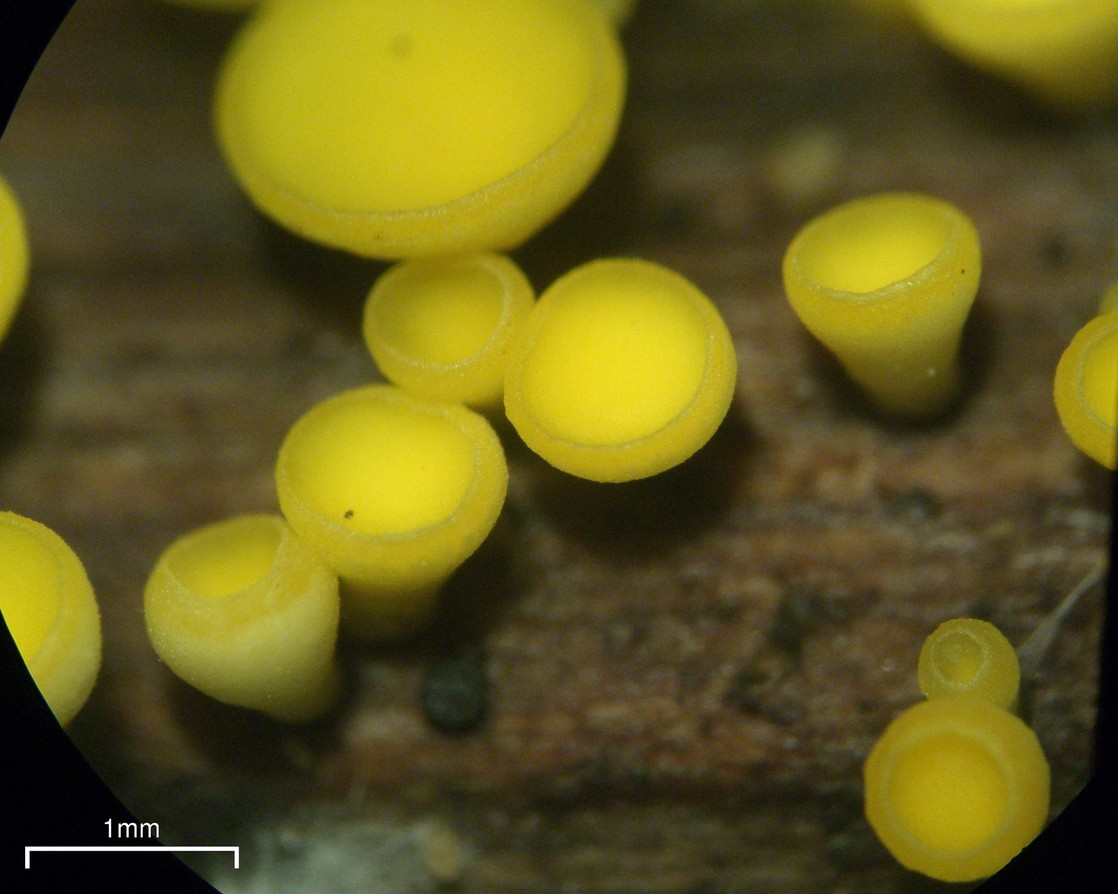
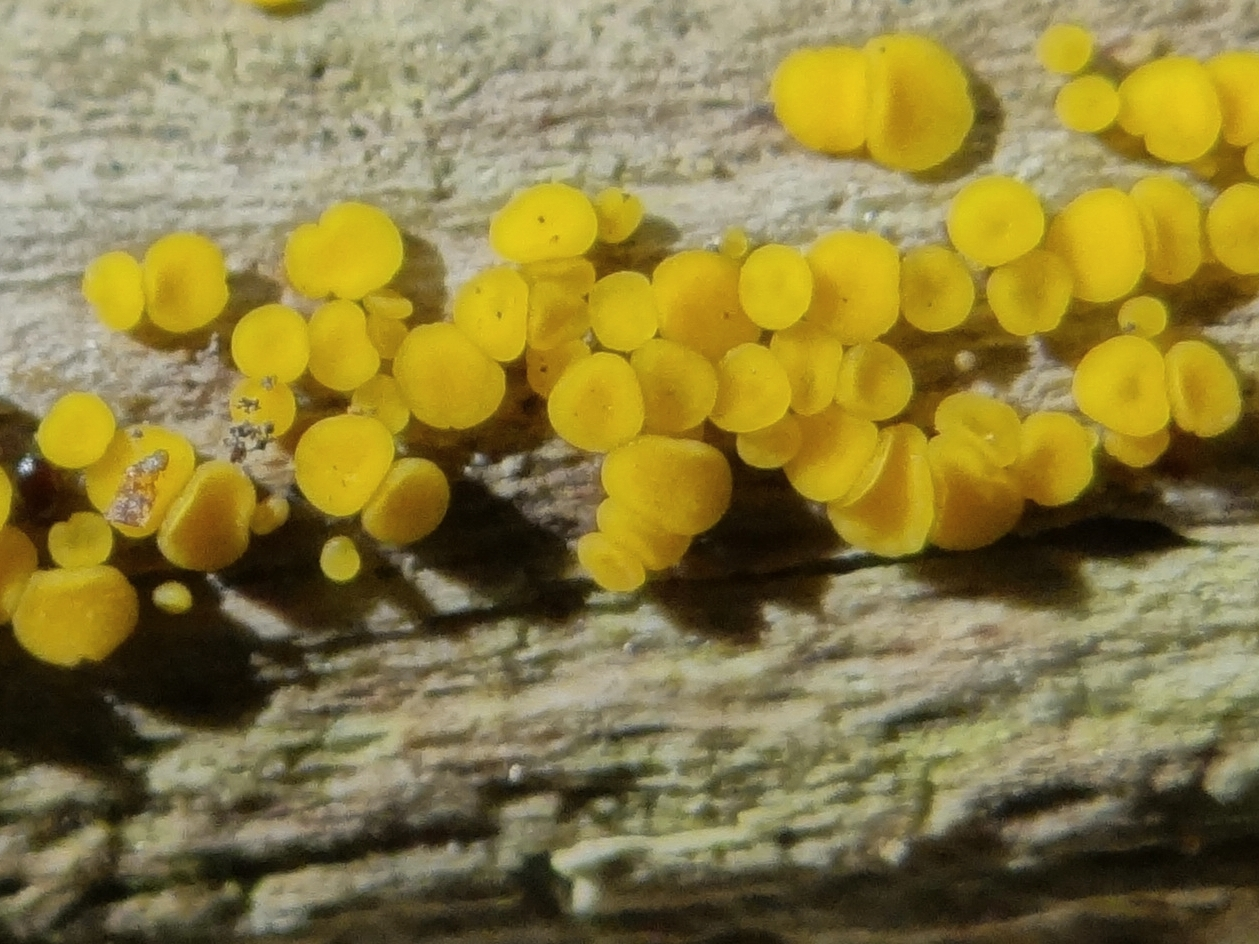
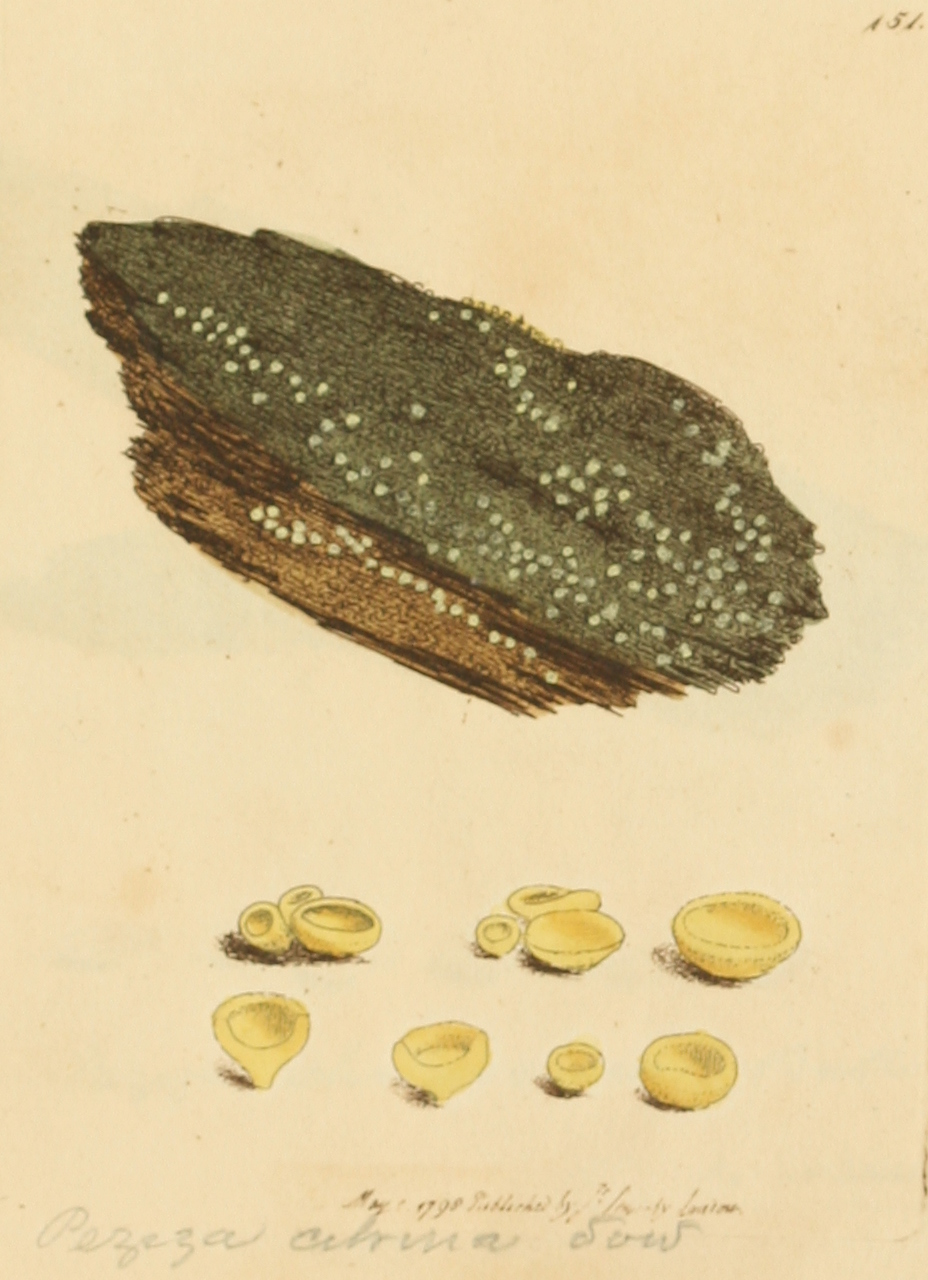

Nem ehető.  